# Bouvignes-sur-Meuse

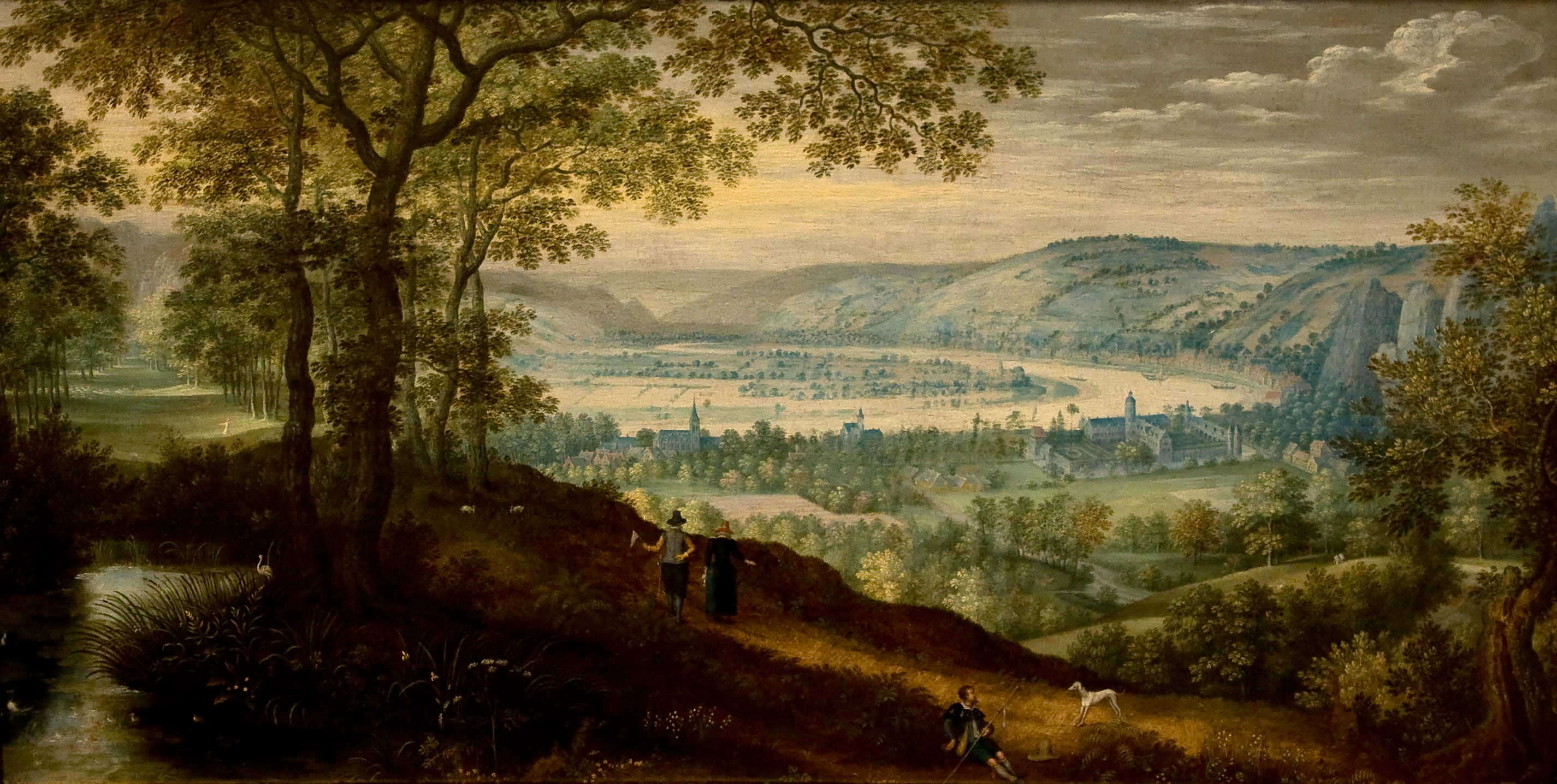
Bouvignes (costa izquierda) enfrente Dinant, Lucas van Valckenborch (1535-1597).

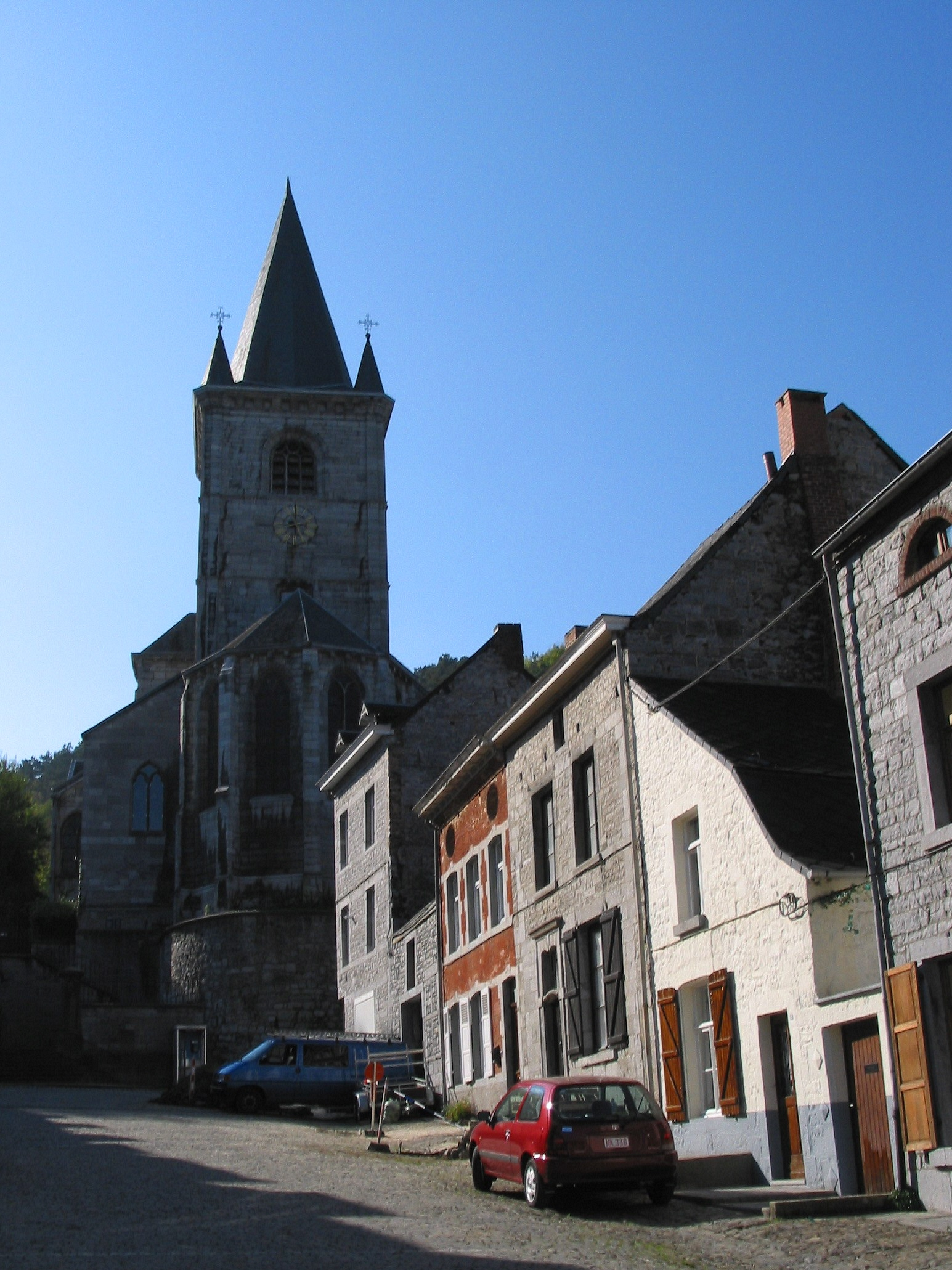
El barrio de la iglesia de San Lamberto (siglos al).

Bouvignes-sur-Meuse (en valón Bovegne) es un antiguo poblado en la margen opuesta a donde se encuentra Dinant sobre el río Mosa, en la provincia de Namur en Bélgica. Desde un punto de vista de su administración la comuna fue fusionada con Dinant en 1965. En una de estas dos localidades nació el pintor Joachim Patinir (d. 1524) precursor del paisajismo como tema independiente.

## Bibliografía

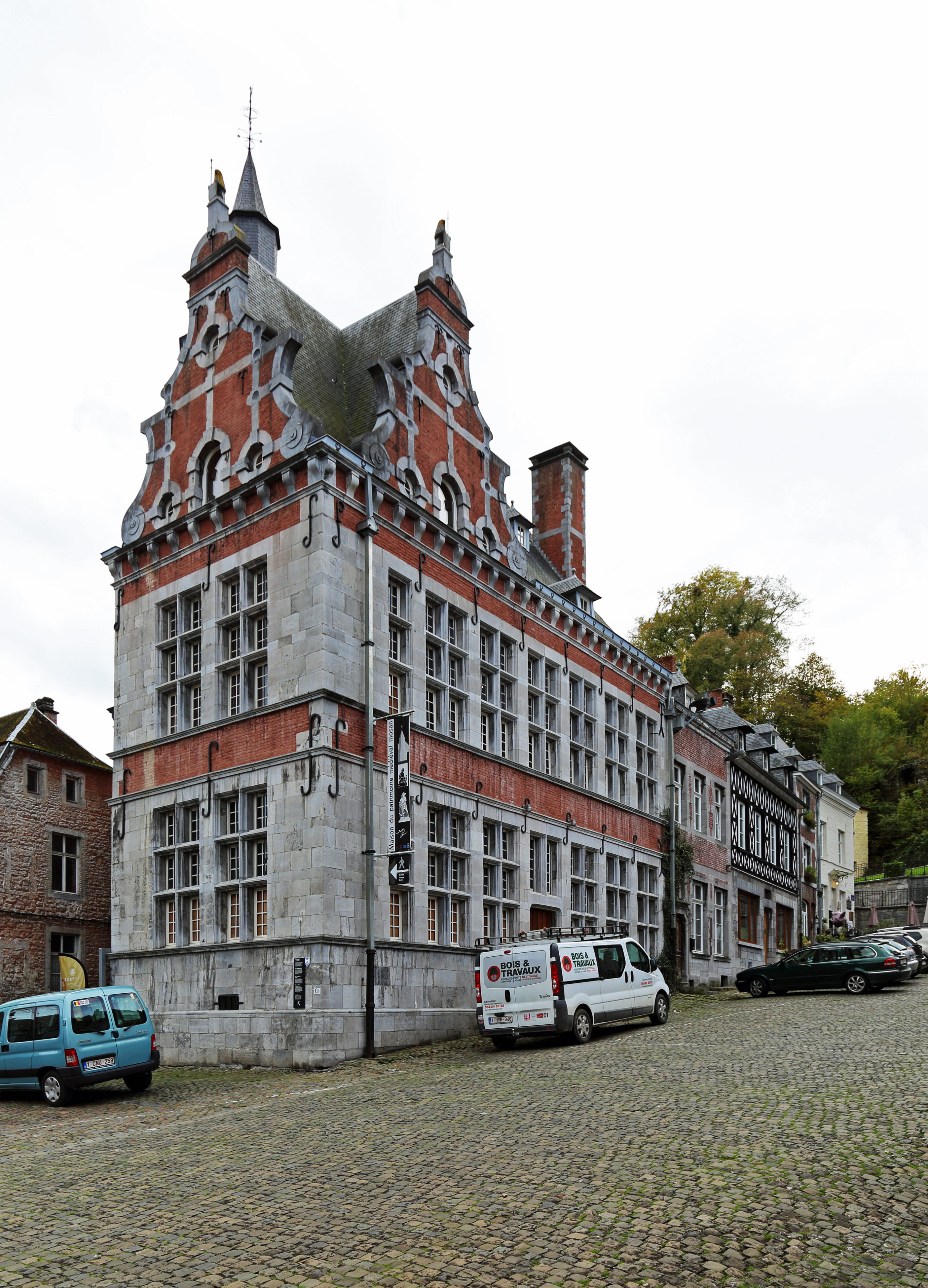
La Casa Española en Bouvignes.